# Heiligenkraut
Heiligenkraut (Santolina) ist eine Pflanzengattung in der Familie der Korbblütler (Asteraceae). Die etwa 24 Arten der Gattung sind im westlichen Mittelmeerraum verbreitet. Am häufigsten findet sich das Graue Heiligenkraut (Santolina chamaecyparissus L.), welches auch die Typusart darstellt.

## Beschreibung

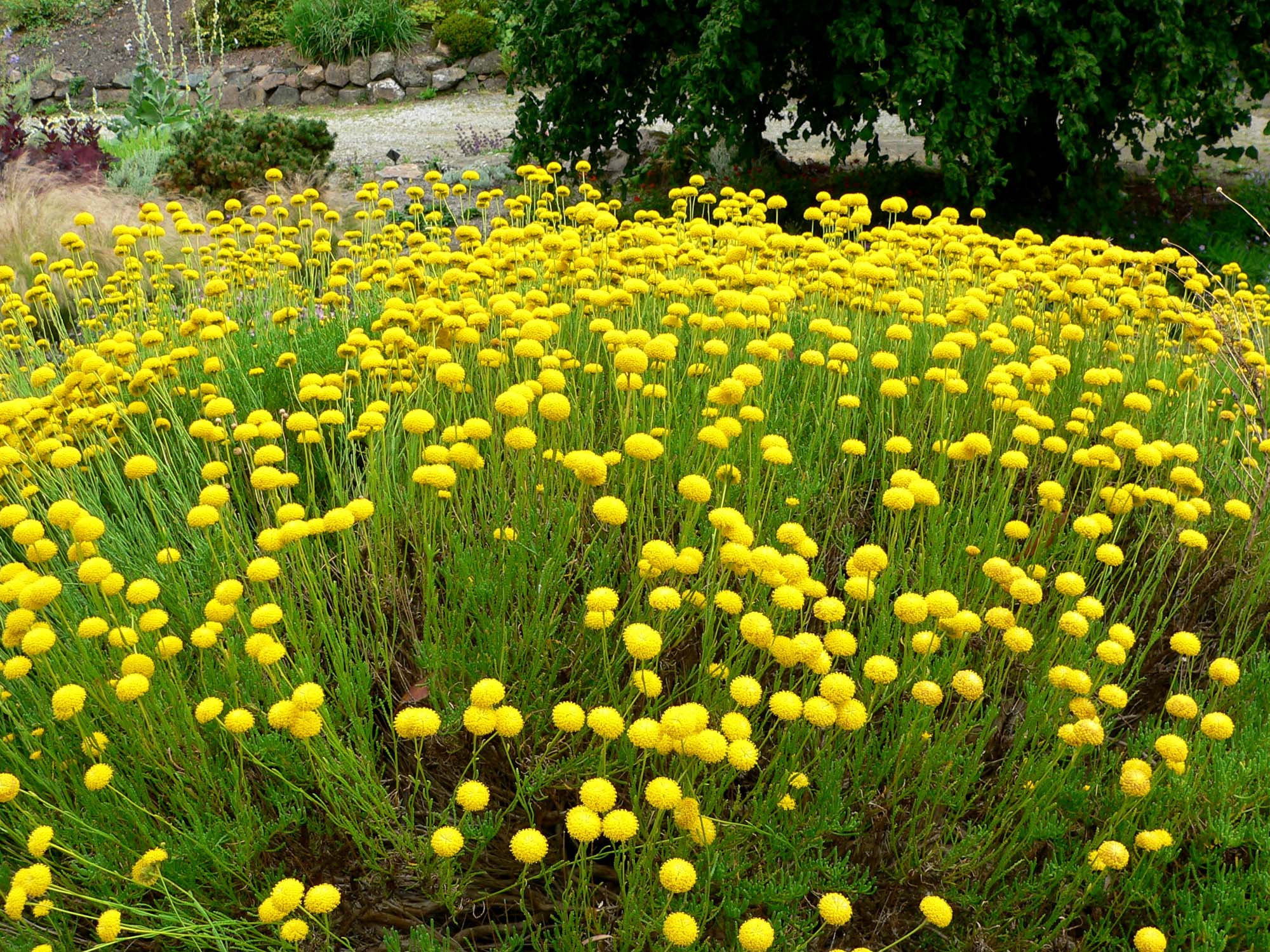
Grünes Heiligenkraut (Santolina virens)

### Vegetative Merkmale
Santolina-Arten wachsen als verzweigte, meist aufrechte, manchmal überhängende bis liegende Halbsträucher, die Wuchshöhen von (selten 5 bis) meist 10 bis 60 Zentimetern erreichen. Dabei handelt es sich meist um aromatisch riechende und meist behaarte Pflanzen, die manchmal Rhizome ausbilden. Die wechselständig und meist am Stängel verteilt angeordneten Laubblätter sind gestielt oder ungestielt und meist gefiedert.

### Generative Merkmale
Die körbchenförmigen Blütenstände stehen einzeln und endständig auf einem langen Blütenstandsschaft. Die scheibenförmigen Blütenkörbchen weisen einen Durchmesser von meist 6 bis 10 (3 bis mehr als 12) Millimetern auf. Die 18 bis mehr als 45 ungleichen Hüllblätter stehen in meist drei (selten bis über fünf) Reihen. Die Blütenstandsböden sind konvex bis halbkugelig. Es sind Spreublätter vorhanden. Die Blütenkörbe enthalten keine Zungenblüten, sondern nur 60 bis über 250 Röhrenblüten. Die zwittrigen, fertilen Röhrenblüten besitzen meist zusammengedrückte und geflügelte Kronröhren. Die Farben der Kronblätter reichen von weißlich strohfarben über hell bis leuchtend gelb.
Die meist drei- bis fünfrippigen und unbehaarten Achänen besitzen an ihrer Spitze einen einseitigen Anhang der aus der Kronröhre gebildet wird. Es ist kein Pappus vorhanden.

## Botanische Geschichte
In England wurde Heiligenkraut erstmals in dem Kräuterbuch von William Turner beschrieben. John Parkinson bezeichnete es aber noch 1629 in seinem Paradisi in sole paradisus terrestris, or, a choise garden of all sorts of rarest flowers, with their nature, place of birth, time of flowring, names, and vertues to each plant, useful in physick, or admired for beauty von 1629 als „rar und neuartig“.

## Verwendung
Zwei bis drei Arten werden weltweit als Zierpflanzen kultiviert. Im England der frühen Neuzeit war es als Beeteinfassung beliebt.
Für S. chamaecyparissus, S. etrusca, S. insularis, S. neapolitana und S. oblongifolia sind traditionelle medizinische Anwendungen bekannt, unter anderem aufgrund antimikrobieller, entzündungshemmender, krampflösender, verdauungsfördernder und schmerzlindernder Eigenschaften. Entsprechende enthaltene bioaktive Substanzen sind hauptsächlich Terpenoide, es wurden aber auch Cumarine und Flavonoide nachgewiesen.

## Systematik und Verbreitung
Die Erstveröffentlichung der Gattung Santolina erfolgte 1753 durch Carl von Linné in Species Plantarum. Der botanische Gattungsname Santolina ist aus dem lateinischen Wort sanctus für heilig und linum für Flachs abgeleitet, auf Grund eines antiken Namens für eine der Arten dieser Gattung. Als Typusart wurde Santolina chamaecyparissus festgelegt.
Die Gattung Santolina ist im westlichen Mittelmeerraum verbreitet: in Südeuropa und Nordafrika.
Es werden 24 Santolina-Arten anerkannt, von denen die meisten in zwei Sammelarten zusammengefasst werden:
Santolina adscensionis MaireSie kommt in Marokko vor.
Santolina africana Jord. & Fourr.Sie kommt in Marokko, in Algerien und in Tunesien vor.
Santolina elegans DC.Sie kommt in Spanien vor.
Santolina oblongifolia Boiss.Sie kommt in Spanien vor.
Santolina viscosa Lag.Sie kommt in Spanien vor.

### SammelartSantolina chamaecyparissusagg.
Santolina benthamiana Jord. & Fourr.Sie kommt in Spanien und in Frankreich vor.
Graues Heiligenkraut(Santolina chamaecyparissus L., auch Silberblättriges Heiligenkraut, Zypressen-Heiligenkraut oder Zypressenkraut)
Santolina corsica Jord. & Fourr.Sie kommt in Sardinien und in Korsika vor.
Santolina decumbens Mill.Sie kommt in Spanien und in Frankreich vor.
Santolina ericoides Poir.Sie kommt in Spanien und in Frankreich vor.
Etruskisches Heiligenkraut(Santolina etrusca (Lacaita) Marchi & D'Amato): Sie kommt in Italien vor.
Santolina ligustica ArrigoniSie kommt in Italien vor.
Santolina neapolitana Jord. & Fourr.Sie kommt in Italien vor.
Gefiedertes Heiligenkraut (Santolina pinnata Viv.)Sie kommt in Italien vor.
Santolina vedranensis L. Sáez, M. Serrano, S. Ortiz & R. CarbajalSie kommt nur auf dem Eiland Es Vedrà südwestlich von Ibiza vor.
Santolina villosa Mill.Sie kommt in Spanien vor.
Santolina virens Mill. (auch Santolina viridis, Olivenkraut, Grünes Heiligenkraut) Sie kommt in Spanien und in Frankreich vor.
(Quelle:)

### SammelartSantolina rosmarinifoliaagg.
Santolina ageratifolia AssoSie kommt in Spanien vor.
Santolina canescens Lag.Sie kommt in Spanien vor.
Santolina impressa Hoffmanns. & LinkSie kommt in Portugal vor.
Santolina melitensis (Rodr.Oubiña & S.Ortiz) Rodr.Oubiña & S.OrtizSie kommt in Spanien vor.
Santolina pectinata Lag.Sie kommt in Marokko, in Algerien und in Spanien vor.
Rosmarinblättriges Heiligenkraut (Santolina rosmarinifolia L.)Sie kommt in Portugal und in Spanien vor.
Santolina semidentata Hoffmanns. & LinkSie kommt in Portugal und in Spanien vor.
Nicht mehr zur Gattung gehören (Auswahl):
Santolina annua L.⇒ Lonas inodora (L.) Gaertn.
Santolina suaveolens Pursh⇒ Strahlenlose Kamille (Matricaria discoidea DC.)
Santolina trifurcata L.⇒ Athanasia trifurcata (L.) L.

## Weitere Bilder
Rosmarinblättriges Heiligenkraut (Santolina rosmarinifolia):

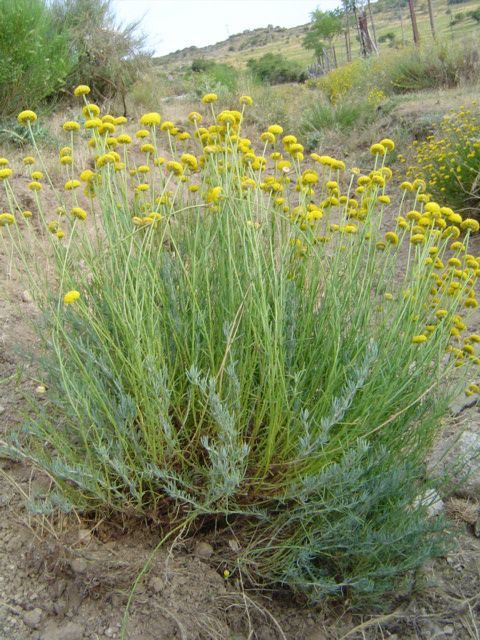
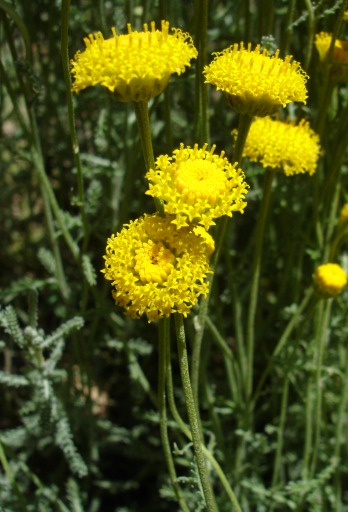
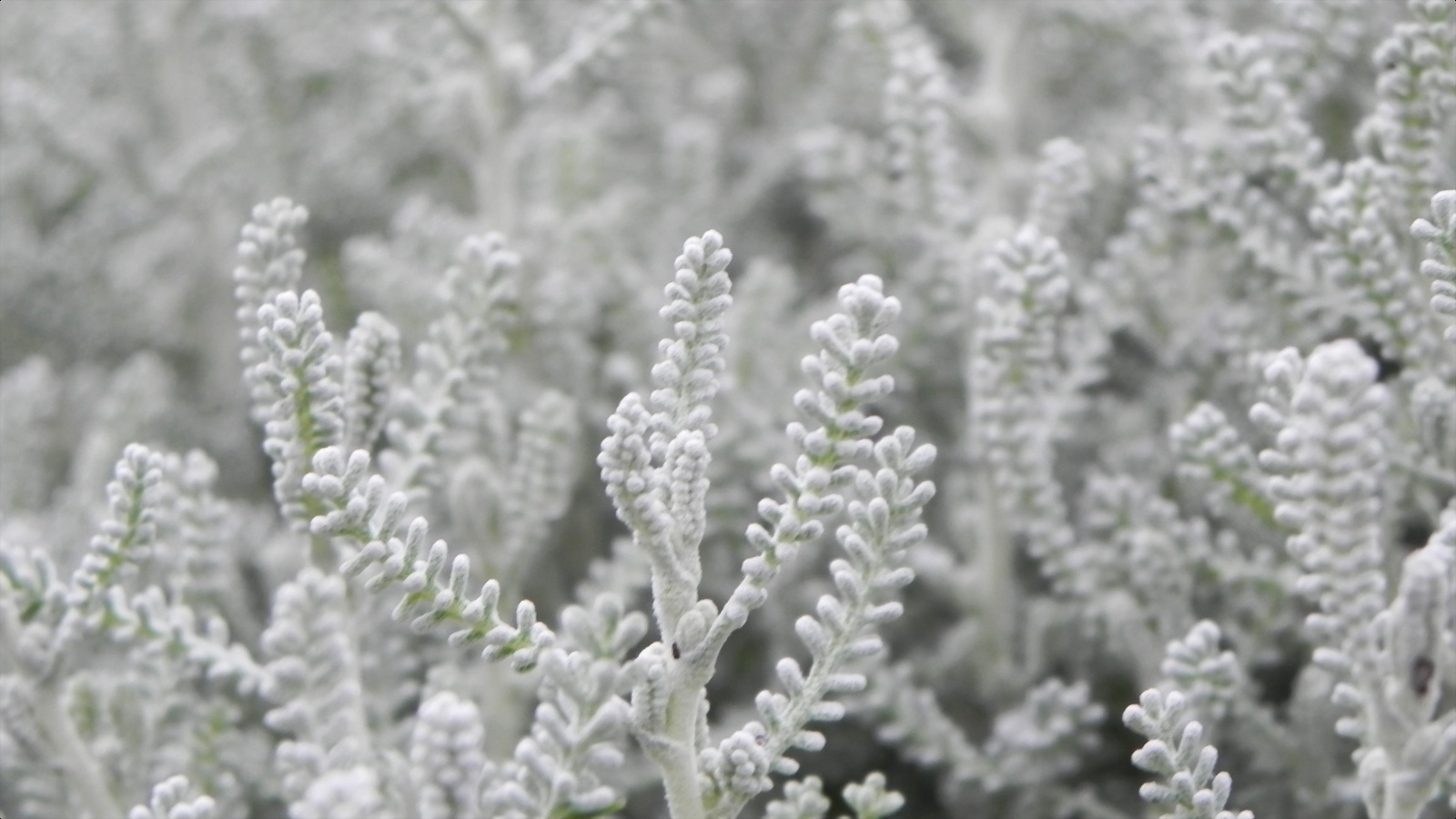
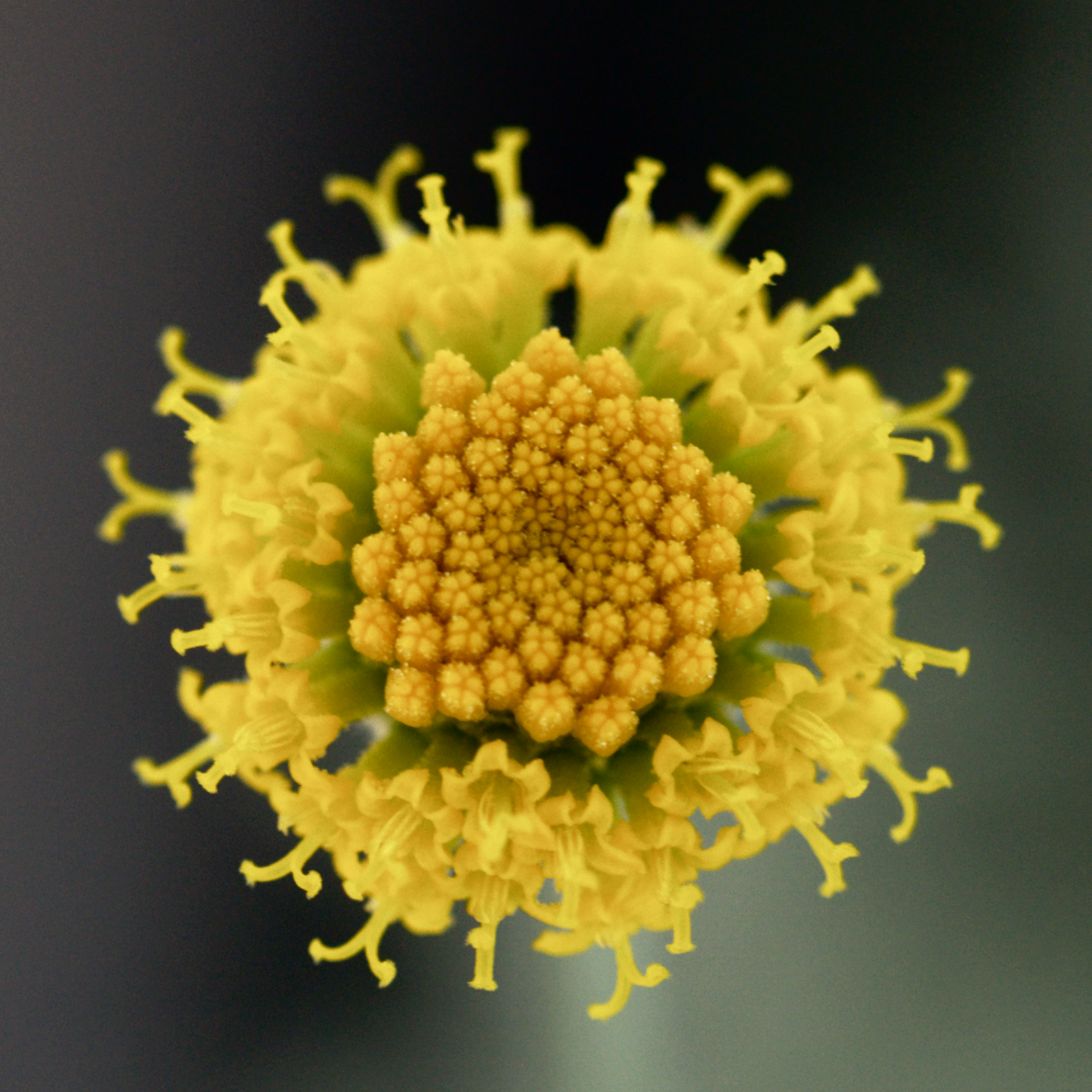